# Minas Tênis Clube (piłka siatkowa mężczyzn)
Minas Tênis Clube – brazylijski męski klub siatkarski założony w 1937 roku z siedzibą w Belo Horizonte.

## Chronologia nazw sponsorskich
- 1937-1982 Minas
- 1982-1992 Fiat/Minas
- 1992-1993 Spiridon/Fiat/Minas
- 1993-1994 Fiat/Minas/Proonze
- 1994-1995 Fiat/Minas
- 1995-1998 Minas
- 1997-1999 Try On/MRV/Minas
- 1999-2008 Telemig Celular/Minas
- 2010-2014 Vivo/Minas
- 2018-2021 Fiat/Minas
- 2021-2022 Fiat/Gerdau/Minas
- 2022- Itambé/Minas

## Sukcesy
Mistrzostwa Mineiro:
- 1. miejsce (20x): 1970, 1971, 1972, 1973, 1976, 1977, 1978, 1979, 1984, 1985, 1998, 1999, 2000, 2001, 2002, 2003, 2004, 2005, 2006, 2007
- 2. miejsce (12x): 2008, 2009, 2010, 2011, 2012, 2013, 2014, 2015, 2016, 2017, 2018, 2019

 Klubowe Mistrzostwa Ameryki Południowej:
- 1. miejsce (2x): 1984, 1985
- 2. miejsce (5x): 1986, 1987, 2013[1], 2022[2], 2023[3]
- 3. miejsce (1x): 2014

 Mistrzostwo Brazylii:
- 1. miejsce (7x): 1984, 1985, 1986, 2000, 2001, 2002, 2007
- 2. miejsce (8x): 1989, 2005, 2006, 2008, 2009, 2021, 2022, 2023[4]
- 3. miejsce (2x): 2004, 2012

 Puchar Brazylii:
- 1. miejsce (2x): 2022[5], 2025[6]

 Klubowe Mistrzostwa Świata:
- 2. miejsce (1x): 2023[7]

## Kadra

### Sezon 2019/2020[8]
| Nr | Imię i nazwisko             | Data ur. | Wzrost | Pozycja      |
| -- | --------------------------- | -------- | ------ | ------------ |
| 1  | Rodrigo Rodrigues           | 1986     | 190    | rozgrywający |
| 2  | Nicolás Lazo                | 1995     | 192    | przyjmujący  |
| 3  | Davy Moraes                 | 1997     | 200    | atakujący    |
| 4  | Bernardo Westermann         | 1998     | 190    | rozgrywający |
| 7  | Henrique Honorato           | 1997     | 187    | przyjmujący  |
| 8  | Lucas Augusto Figueiredo    | 1999     | 197    | przyjmujący  |
| 9  | Deivid Júnior Costa         | 1988     | 206    | środkowy     |
| 10 | Matheus Bispo dos Santos    | 1996     | 205    | środkowy     |
| 11 | Felipe Lourenço da Silva    | 1990     | 188    | libero       |
| 12 | Matheus Cunda               | 1991     | 207    | środkowy     |
| 14 | Lucas Ocampo                | 1986     | 196    | przyjmujący  |
| 15 | Maique Reis Nascimento      | 1997     | 183    | libero       |
| 18 | Felipe Roque                | 1997     | 210    | atakujący    |
| 19 | Edson Junio Souza da Paixão | 2000     | 201    | środkowy     |

### Sezon 2018/2019[9]
| Nr | Imię i nazwisko             | Data ur. | Wzrost | Pozycja      |
| -- | --------------------------- | -------- | ------ | ------------ |
| 3  | Davy Moraes                 | 1997     | 200    | atakujący    |
| 4  | Marlon Muraguti             | 1977     | 189    | rozgrywający |
| 7  | Henrique Honorato           | 1997     | 187    | przyjmujący  |
| 8  | Eduardo Carísio             | 1996     | 190    | rozgrywający |
| 9  | Lucas Augusto Figueiredo    | 1999     | 197    | przyjmujący  |
| 10 | Matheus Bispo dos Santos    | 1996     | 205    | środkowy     |
| 11 | Robinson Dvoranen           | 1983     | 201    | przyjmujący  |
| 12 | Rogério Batista de Carvalho | 1995     | 166    | libero       |
| 13 | Flávio Gualberto            | 1993     | 200    | środkowy     |
| 14 | Rafael Guimarães Martins    | 1991     | 205    | środkowy     |
| 15 | Maique Reis Nascimento      | 1997     | 183    | libero       |
| 17 | Cledenílson Batista         | 1998     | 210    | środkowy     |
| 18 | Felipe Roque                | 1997     | 210    | atakujący    |
| 20 | Silmar de Almeida           | 1986     | 203    | przyjmujący  |

### Sezon 2017/2018
| Nr | Imię i nazwisko             | Data ur. | Wzrost | Pozycja      |
| -- | --------------------------- | -------- | ------ | ------------ |
| 1  | Rogério Batista de Carvalho | 1995     | 166    | libero       |
| 3  | Davy Moraes                 | 1997     | 200    | atakujący    |
| 4  | Marlon Muraguti             | 1977     | 189    | rozgrywający |
| 7  | Henrique Honorato           | 1997     | 187    | przyjmujący  |
| 8  | Eduardo Carísio             | 1996     | 190    | rozgrywający |
| 10 | Thiago Vanole               | 1994     | 190    | przyjmujący  |
| 11 | Robinson Dvoranen           | 1983     | 201    | przyjmujący  |
| 13 | Flávio Gualberto            | 1993     | 200    | środkowy     |
| 14 | Yordan Bisset Astengo       | 1994     | 200    | przyjmujący  |
| 15 | Maique Reis Nascimento      | 1997     | 183    | libero       |
| 17 | Pétrus Montes               | 1987     | 201    | środkowy     |
| 18 | Felipe Roque                | 1997     | 210    | atakujący    |
| 19 | Danger Quintana             | 1994     | 200    | środkowy     |
| 20 | Cledenílson Batista         | 1998     | 210    | środkowy     |

### Sezon 2016/2017[10]
| Nr | Imię i nazwisko               | Data ur. | Wzrost | Pozycja      |
| -- | ----------------------------- | -------- | ------ | ------------ |
| 2  | Eduardo Carísio               | 1996     | 190    | rozgrywający |
| 4  | Rogério Batista de Carvalho   | 1995     | 166    | libero       |
| 5  | Tiago Gatiboni Wesz           | 1989     | 203    | przyjmujący  |
| 6  | Bruno Felício de Jesus        | 1988     | 203    | środkowy     |
| 7  | Thiago Gelinski               | 1987     | 193    | rozgrywający |
| 9  | Samuel Fuchs                  | 1984     | 200    | przyjmujący  |
| 10 | Thiago Vanole                 | 1994     | 190    | przyjmujący  |
| 11 | Daniel Figueiredo Mascarenhas | 1997     | 201    | środkowy     |
| 12 | Henrique Honorato             | 1997     | 187    | przyjmujący  |
| 13 | Flávio Gualberto              | 1993     | 200    | środkowy     |
| 14 | Yordan Bisset Astengo         | 1994     | 200    | przyjmujący  |
| 17 | Pétrus Montes                 | 1987     | 201    | środkowy     |
| 18 | Felipe Roque                  | 1997     | 210    | atakujący    |
| 20 | Aboubacar Dramé Neto          | 1994     | 204    | atakujący    |

### Sezon 2015/2016
| Nr | Imię i nazwisko                 | Data ur. | Wzrost | Pozycja      |
| -- | ------------------------------- | -------- | ------ | ------------ |
| 1  | Nicolas Bernard Muck dos Santos | 1995     | 202    | środkowy     |
| 2  | Eduardo Carísio                 | 1996     | 190    | rozgrywający |
| 3  | Yadrian Escobar Silva           | 1988     | 198    | atakujący    |
| 4  | Bruno Canuto                    | 1990     | 193    | przyjmujący  |
| 5  | Cléber de Oliveira Júnior       | 1978     | 200    | atakujący    |
| 6  | Daniel Figueiredo Mascarenhas   | 1997     | 201    | środkowy     |
| 7  | Everaldo Lucena da Silva        | 1985     | 194    | rozgrywający |
| 8  | Willian César Coelho Rabel      | 1995     | 186    | przyjmujący  |
| 9  | Leonardo Henrique Pinheiro      | 1986     | 209    | atakujący    |
| 10 | Thiago Vanole                   | 1994     | 190    | przyjmujący  |
| 11 | Raidel Delgado Gonzalez         | 1987     | 188    | przyjmujący  |
| 13 | Flávio Gualberto                | 1993     | 200    | środkowy     |
| 14 | Maique Reis Nascimento          | 1997     | 183    | libero       |
| 15 | Luciano Minossi                 | 1976     | 178    | libero       |
| 17 | Pétrus Montes                   | 1987     | 201    | środkowy     |

### Sezon 2014/2015
| Nr | Imię i nazwisko                 | Data ur. | Wzrost | Pozycja      |
| -- | ------------------------------- | -------- | ------ | ------------ |
| 1  | Nicolas Bernard Muck dos Santos | 1995     | 202    | środkowy     |
| 2  | Samuel Fuchs                    | 1984     | 200    | przyjmujący  |
| 3  | Yadrian Escobar Silva           | 1988     | 198    | atakujący    |
| 4  | Bruno Canuto                    | 1990     | 193    | przyjmujący  |
| 7  | Everaldo Lucena da Silva        | 1985     | 194    | rozgrywający |
| 8  | Felipe de Mello Hernandez       | 1994     | 194    | rozgrywający |
| 9  | João Rafael de Barros Ferreira  | 1993     | 192    | przyjmujący  |
| 10 | Thiago Vanole                   | 1994     | 190    | przyjmujący  |
| 13 | Flávio Gualberto                | 1993     | 200    | środkowy     |
| 14 | Otávio Pinto                    | 1991     | 204    | środkowy     |
| 15 | Luciano Minossi                 | 1976     | 178    | libero       |
| 17 | Pétrus Montes                   | 1987     | 201    | środkowy     |
| 18 | Franco Paese                    | 1990     | 201    | atakujący    |

### Sezon 2013/2014
| Nr | Imię i nazwisko               | Data ur. | Wzrost | Pozycja      |
| -- | ----------------------------- | -------- | ------ | ------------ |
| 1  | Raphael Thiago de Oliveira    | 1984     | 195    | przyjmujący  |
| 2  | Marcelo Elgarten              | 1974     | 186    | rozgrywający |
| 3  | Novica Bjelica                | 1983     | 202    | środkowy     |
| 4  | Leonardo Cruz de Miranda      | 1992     | 200    | przyjmujący  |
| 5  | Maurício Borges Silva         | 1989     | 200    | przyjmujący  |
| 7  | Lucas Lóh                     | 1991     | 195    | przyjmujący  |
| 8  | Silmar de Almeida             | 1986     | 203    | przyjmujący  |
| 10 | Flávio Gualberto              | 1993     | 200    | środkowy     |
| 12 | Victor Hillmann Despíndola    | 1990     | 189    | libero       |
| 13 | Samuel Fuchs                  | 1984     | 200    | przyjmujący  |
| 14 | Otávio Pinto                  | 1991     | 204    | środkowy     |
| 15 | Henrique Randow               | 1978     | 204    | środkowy     |
| 16 | Evandro Batista               | 1981     | 197    | rozgrywający |
| 18 | Filip Rejlek                  | 1981     | 197    | atakujący    |
| 19 | Franco Paese                  | 1990     | 201    | atakujący    |
| 20 | Lucas Provenzano João de Deus | 1987     | 178    | libero       |

### Sezon 2012/2013
| Nr | Imię i nazwisko            | Data ur. | Wzrost | Pozycja      |
| -- | -------------------------- | -------- | ------ | ------------ |
| 1  | Matheus Caporal Teixeira   | 1990     | 181    | libero       |
| 2  | Marcelo Elgarten           | 1974     | 186    | rozgrywający |
| 3  | Samuel Fuchs               | 1984     | 200    | przyjmujący  |
| 4  | Gustavo Valério Dias       | 1992     | 185    | przyjmujący  |
| 5  | Felipe da Costa Stahelin   | 1992     | 194    | rozgrywający |
| 6  | Thiago de Souza Maciel     | 1985     | 194    | atakujący    |
| 7  | Lucas Lóh                  | 1991     | 195    | przyjmujący  |
| 8  | Ricardo Lucarelli          | 1992     | 196    | przyjmujący  |
| 9  | Rodrigo Quiroga            | 1987     | 190    | przyjmujący  |
| 10 | Flávio Gualberto           | 1993     | 200    | środkowy     |
| 12 | Victor Hillmann Despíndola | 1990     | 189    | libero       |
| 14 | Otávio Pinto               | 1991     | 204    | środkowy     |
| 15 | Henrique Randow            | 1978     | 204    | środkowy     |
| 16 | Evandro Batista            | 1981     | 197    | rozgrywający |
| 17 | Maurício Souza             | 1988     | 209    | środkowy     |
| 18 | Filip Rejlek               | 1981     | 197    | atakujący    |

### Sezon 2011/2012
| Nr | Imię i nazwisko                  | Data ur. | Wzrost | Pozycja      |
| -- | -------------------------------- | -------- | ------ | ------------ |
| 1  | Orestes Miraglia Carvalho Júnior | 1981     | 204    | środkowy     |
| 2  | Marcelo Elgarten                 | 1974     | 186    | rozgrywający |
| 5  | Rodrigo Soares Ribeiro Rodrigues | 1986     | 190    | rozgrywający |
| 6  | Luiz Araújo Zech Coelho          | 1985     | 199    | rozgrywający |
| 7  | Manius Abbadi                    | 1976     | 202    | przyjmujący  |
| 8  | Ricardo Lucarelli                | 1992     | 196    | przyjmujący  |
| 9  | Bruno Temponi Araújo             | 1986     | 190    | przyjmujący  |
| 10 | Leandro Greca                    | 1983     | 198    | libero       |
| 11 | Edson Cândido Cerqueira          | 1980     | 193    | atakujący    |
| 12 | Victor Hillmann Despíndola       | 1990     | 189    | libero       |
| 13 | Victor Hugo Rocha Pereira        | 1991     | 198    | środkowy     |
| 14 | Otávio Pinto                     | 1991     | 204    | środkowy     |
| 15 | Henrique Randow                  | 1978     | 204    | środkowy     |
| 18 | Anderson Rodrigues               | 1974     | 190    | atakujący    |

### Sezon 2010/2011
| Nr | Imię i nazwisko                | Data ur. | Wzrost | Pozycja      |
| -- | ------------------------------ | -------- | ------ | ------------ |
| 1  | Russell Holmes                 | 1982     | 205    | środkowy     |
| 3  | Luiz Felipe Fonteles           | 1984     | 198    | przyjmujący  |
| 4  | Marlon Muraguti                | 1977     | 189    | rozgrywający |
| 5  | Wesley da Silva Ribeiro        | 1979     | 191    | przyjmujący  |
| 6  | Luiz Araújo Zech Coelho        | 1985     | 199    | rozgrywający |
| 7  | Diogo de Andrade Silva         | 1978     | 192    | przyjmujący  |
| 8  | Ricardo Lucarelli              | 1992     | 196    | przyjmujący  |
| 9  | André Luiz da Silva Nascimento | 1979     | 196    | atakujący    |
| 10 | Tiago Brendle                  | 1985     | 188    | libero       |
| 11 | Edson Cândido Cerqueira        | 1980     | 193    | atakujący    |
| 12 | Victor Hillmann Despíndola     | 1990     | 189    | libero       |
| 14 | Otávio Pinto                   | 1991     | 204    | środkowy     |
| 15 | Henrique Randow                | 1978     | 204    | środkowy     |
| 16 | Sérgio Luiz Félix Júnior       | 1990     | 197    | przyjmujący  |
| 17 | Rafael Martins de Almeida      | 1976     | 183    | rozgrywający |
| 18 | Victor Hugo Rocha Pereira      | 1991     | 198    | środkowy     |